# Liste der Kulturdenkmale am Zeppelinplatz in Weimar
Diese Liste enthält die Kulturdenkmale am Zeppelinplatz, einem Platz in Weimar.

## Legende
- Bild: zeigt ein Bild des Kulturdenkmals und gegebenenfalls einen Link zu weiteren Fotos des Kulturdenkmals im Medienarchiv Wikimedia Commons
- Bezeichnung: Name, Bezeichnung oder die Art des Kulturdenkmals
- Lage: Wenn vorhanden Straßenname und Hausnummer des Kulturdenkmals; Grundsortierung der Liste erfolgt nach dieser Adresse. Der Link Karte führt zu verschiedenen Kartendarstellungen und nennt die Koordinaten des Kulturdenkmals.
 Kartenansicht, um Koordinaten zu setzen – in dieser Kartenansicht sind Kulturdenkmale ohne Koordinaten mit einem roten bzw. orangen Marker dargestellt und können in der Karte gesetzt werden. Kulturdenkmale ohne Bild sind mit einem blauen bzw. roten Marker gekennzeichnet, Kulturdenkmale mit Bild mit einem grünen bzw. orangen Marker.
- Datierung: gibt das Jahr der Fertigstellung beziehungsweise das Datum der Erstnennung oder den Zeitraum der Errichtung an
- Beschreibung: bauliche und geschichtliche Einzelheiten des Kulturdenkmals, vorzugsweise die Denkmaleigenschaften
- ID: Die ID identifiziert das Kulturdenkmal eindeutig. In Thüringen sind aktuell keine IDs veröffentlicht. In der ID-Spalte kann sich auch folgendes Icon  befinden, dies führt zu Angaben zu diesem Kulturdenkmal bei Wikidata.

## Denkmallisten

### Denkmalensemble Zeppelinplatz
Das Denkmalensemble (§ 2 (2) Nr. 1 (ThDSchG) besteht lt. Denkmalliste des Freistaat Thüringen aus folgenden Bestandteilen:
- Döllstädtstraße 31, 33, 35, 37, 28, 39, 40, 42, 44, 46;
- Dürrstraße 1, 2, 46;
- Eckenerstraße 1, 2, 3, 4, 5;
- Fuldaer Straße 106;
- Rembrandtweg komplett (1–18, 19, 21, 23, 25);
- Röhrstraße 30, 32, 34, 36, 38, 40, 42;
- Zeppelinplatz komplett (1, 3, 5, 7)

| Bild                           | Bezeichnung              | Lage                          | Datierung | Beschreibung | ID |
| ------------------------------ | ------------------------ | ----------------------------- | --------- | --- | -- |
| Fotos hochladen                |                          | Döllstädtstraße 31–37 (Karte) |           | Wohnhaus |    |
| weitere Bilder Fotos hochladen |                          | Döllstädtstraße 38–44 (Karte) |           | Wohn- und Geschäftsgebäude                                                                                            |    |
| Fotos hochladen                |                          | Eckenerstraße 1–5 (Karte)     |           | Wohngebiet |    |
| Fotos hochladen                | Siedlung am Rembrandtweg | Rembrandtweg 1–25 (Karte)     | 1928–1930 | Die Reihenhäuser am Rembrandtweg entstanden zwischen 1928 und 1930 nach den Entwürfen des Architekten Paul Bräunlich. |    |
| weitere Bilder Fotos hochladen |                          | Röhrstraße 30–36 (Karte)      |           | Wohn- und Geschäftsgebäude                                                                                            |    |
| weitere Bilder Fotos hochladen |                          | Zeppelinplatz 1–7 (Karte)     |           | Spielplatz vor dem Wohn- und Geschäftsgebäude am Zeppelinplatz                                                        |    |

### Einzeldenkmale am Zeppelinplatz
| Bild                           | Bezeichnung                                    | Lage                  | Datierung | Beschreibung | ID |
| ------------------------------ | ---------------------------------------------- | --------------------- | --------- | --- | -- |
| weitere Bilder Fotos hochladen | Käthe-Kollwitz-Schule (ehemalige Luisenschule) | Röhrstraße 19 (Karte) | um 1900   | Die Käthe-Kollwitz-Schule mit Turnhalle, WC-Gebäude und Brunnen wurde um 1900 als Luisenschule errichtet. Auf der Südseite des Gebäudes befindet sich an der Fassade zum Schulhof hin die Luisenglocke. Im Schulhof befindet sich der Stockentenbrunnen. |    |
| weitere Bilder Fotos hochladen | Käthe-Kollwitz-Denkmal                         | Zeppelinplatz (Karte) |           | Käthe-Kollwitz-Denkmal |    |